# Curt Toebelmann
Curt Toebelmann (* 7. Dezember 1884 in Erfurt; † 24. November 1947 in Göttingen) war ein deutscher Bankier.

## Leben
Curt Toebelmann wurde als Sohn des Erfurter Unternehmers Siegfried Toebelmann geboren, der in Erfurt unter Firma Kaestner & Toebelmann seit 1874 Petroleumlampen herstellte. Nach dem Besuch des Realgymnasiums in Erfurt studierte er an der Ludwig-Maximilians-Universität München und an der Georg-August-Universität Göttingen Rechtswissenschaften. In Göttingen wurde er 1907 Mitglied des Corps Hannovera. Sein Referendariat absolvierte er beim Oberlandesgericht Celle. In Göttingen wurde er 1911 zum Dr. jur. promoviert. Anschließend war er als Bankvolontär in Berlin, Göttingen und London sowie als Angestellter in Hannover tätig.
1913 wurde Curt Toebelmann Teilhaber des Bankhauses H. F. Klettwig & Reibstein in Göttingen. Er war Mitglied des Aufsichtsrats der Kolonialwaren-Großhandlung Henjes & Reissner AG, der Klavierfabrik W. Ritmüller & Sohn AG, der Fabrik wissenschaftlicher Instrumente Wilhelm Lambrecht AG und der Pergamentpapierfabrik Albert Vohl, alle mit Sitz in Göttingen. Das 1800 gegründete Bankhaus H. F. Klettwig & Reibstein wurde 1930 im Zuge der Weltwirtschaftskrise von der Deutschen Bank AG übernommen.
Toebelmann war verheiratet mit Anna geb. Reibstein (1888–1990). Aus der Ehe gingen eine Tochter (1923–2019) und ein Sohn hervor.

## Auszeichnungen
Im Ersten Weltkrieg, an dem er von 1915 bis 1918 als Leutnant der Reserve eines Garderegiments teilnahm, wurde Toebelmann mit dem Eisernen Kreuz II. Klasse und dem Verwundetenabzeichen ausgezeichnet.